# ألي شيرمان
ألي شيرمان (بالإنجليزية: Allie Sherman)‏ هو لاعب كرة قدم أمريكية أمريكي، ولد في 10 فبراير 1923 في بروكلين في الولايات المتحدة، وتوفي في 3 يناير 2015 في نيويورك في الولايات المتحدة.

## وصلات خارجية
- ألي شيرمان على موقع مرجع كرة القدم المحترفة.كوم (الإنجليزية)